# Riu Tugela
El riu Tugela (en zulu: Thukela; en afrikaans: Tugelarivier) és el riu més gran de la província de KwaZulu-Natal, Sud-àfrica. És un dels rius més importants del país.
El riu neix a Mont-aux-Sources de les muntanyes Drakensberg i descendeix 947 metres per les cascades de Tugela. El Mont-aux-Sources és també l'origen dels afluents d'altres dos grans rius sud-africans, l'Orange i el Vaal. Des de la serralada de Drakensberg, el Tugela segueix un recorregut de 502 km a través de la regió central de KwaZulu-Natal abans de desembocar a l'oceà Índic. La superfície total de captació és d'uns 29.100 km₂. Els usos del sòl a la conca són principalment agrícoles rurals de subsistència i sivicultura comercial.

## Afluents

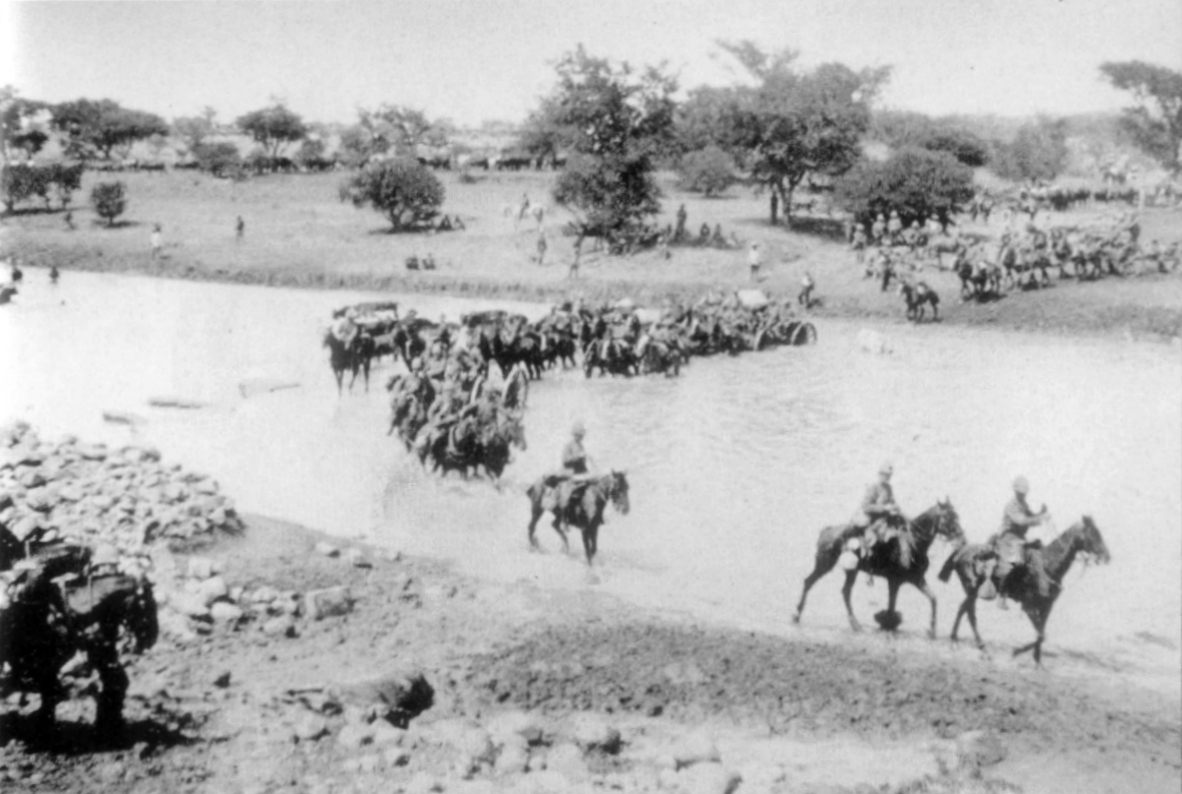
Les tropes britàniques creuant el riu durant la Segona Guerra Bòer

El Tugela té diversos afluents que surten de Drakensberg, el més gran és el riu Mzinyathi ("Buffalo") (que puja prop del pujol de Majuba), però també el riu Little Tugela, el riu Klip (que puja a prop del pas Van Reenen), el riu Mooi, el riu Blood, el riu Sundays (naixent al Biggarsberg) el riu Ingagani i el riu Bushman. El riu Buffalo s'uneix al Tugela uns 19 km a l'est del poble de Tugela Ferry a 28° 43′ 04″ S, 30° 38′ 41″ E / 28.71778°S,30.64472°E.
El riu Blood va ser nomenat pels bòers, dirigits per Andries Pretorius, després que derrotessin el rei zulú Dingane el 16 de desembre de 1838, quan es diu que el riu es va tornar de color vermell amb la sang dels guerrers zulu. Sota el riu Blood es troba Rorke's Drift, un punt de pas i un lloc de batalla, a la guerra anglozulu.

## Ecologia
L'espècie de peix Labeobarbus natalensis es troba al sistema del riu Tugela. És un peix endèmic comú a la província de KwaZulu-Natal i es troba en diferents hàbitats entre els contraforts de Drakensberg i les terres baixes costaneres, inclosos rius com l'Umkomazi.

## Ortografia
La grafia "Tugela" es va utilitzar durant la major part del segle xx; és una versió anglicitzada del nom zulú Thukela. Els escriptors del segle xix van adoptar diverses ortografies, incloses:
- Isaacs (1836) va utilitzar diverses grafies diferents al seu llibre, Travels and Adventures in Eastern Africa,[5] incloses "Ootergale" i "Ootoogale".
- C.R. Maclean (John Ross), que va escriure a la Nautical Magazine el 1853, va utilitzar l'ortografia Zootagoola[6]
- Angus, un artista del segle xix, va utilitzar el nom de "Tugala" als subtítols dels seus esbossos.[7]

Algunes de les variacions poden ser explicades pels primers escriptors europeus que desconeixien que la gramàtica zulú utilitza prefixos, sovint una "i-" o una "u-", per denotar la classe nominal d'un substantiu.

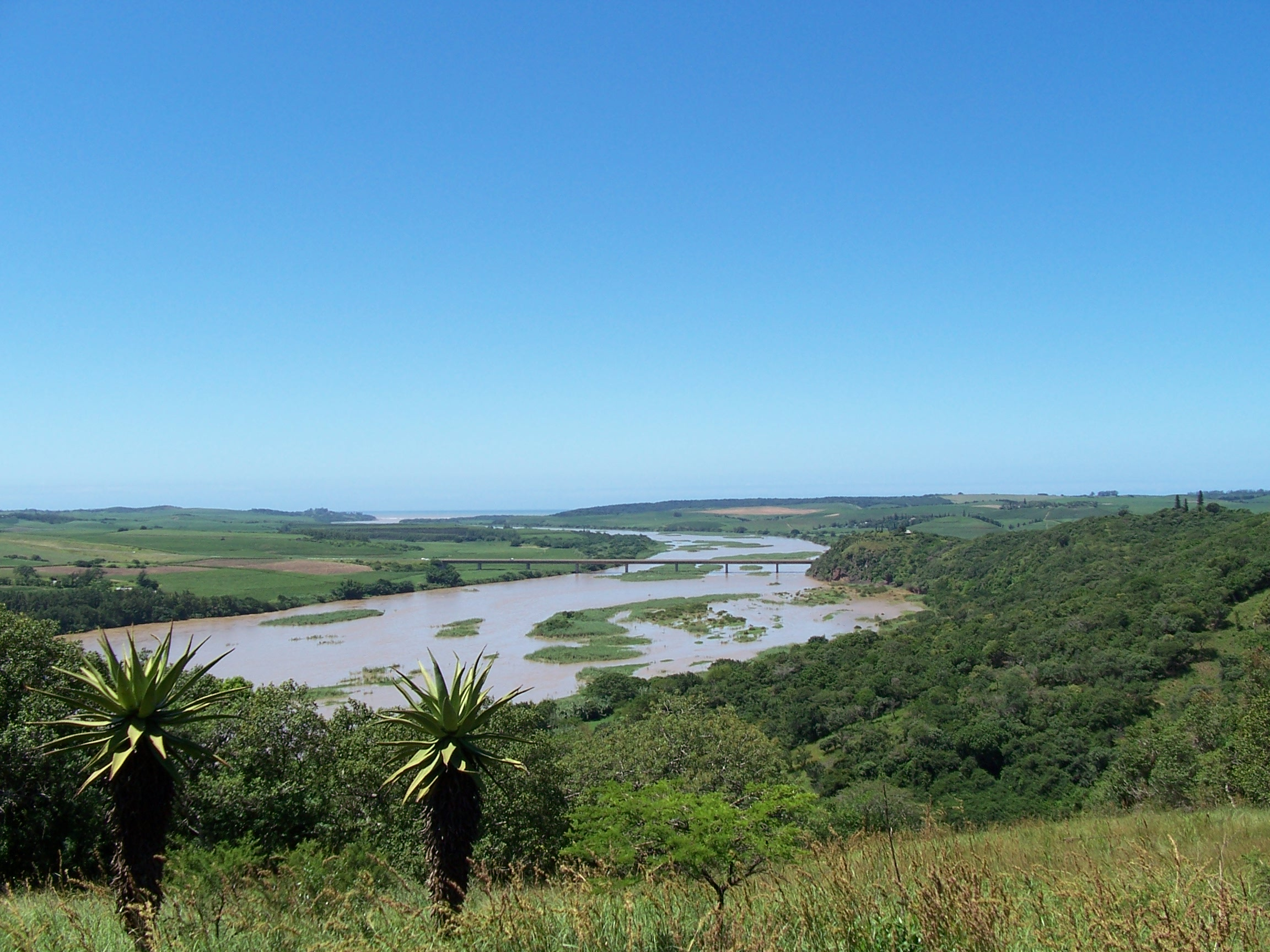
Desembocadura del riu Tugela